# Sela (Bijelo Polje)
Pour les articles homonymes, voir Sela (homonymie).
Sela (en serbe cyrillique: Села) est un village du nord-est du Monténégro, dans la municipalité de Bijelo Polje.

## Démographie

### Évolution historique de la population[1]
| 1948 | 1953 | 1961 | 1971 | 1981 | 1991 | 2003 |
| ---- | ---- | ---- | ---- | ---- | ---- | ---- |
| 169  | 178  | 184  | 166  | 134  | 92   | 61   |